# Sólntsevskaia
Sólntsevskaia (en rus: Солнцевская), també coneguda com a Sólntsevskaia Bratvá o clan Sólntsevo, és una organització del crim organitzat sorgida a Moscou la dècada del 1980, i que ha estat una de les ramificacions més poderoses de les màfies russes.Vinculada a activitats d'extorsió, tràfic de persones, blanqueig de capital i narcotràfic, entre d'altres, el seu nom és un epònim del suburbi del districte nord-oest de Moscou on es va crear, que per la seva situació estratègica hauria permès al grup controlar els aeroports de Domodédovo i Vnukovo, a més d'algunes estacions ferroviàries. S'especula que a principis de la dècada del 2000 disposava de 5000 membres, i operava a Europa, l'Orient Mitjà i els Estats Units.
Hi ha un cert consens que Sólntsevskaia es va crear a mitjans dels anys 80, i que en el seu origen hi hauria les activitats criminals de Serguei Mikhailov (Mikhas), que van reclutar antics membres del clan de Guennadi Karkov (El Mongol), que havia dominat l'hampa de la ciutat fins a la seva detenció el 1972. El grup de Mikhailov, on també hi havia Viktor Averin, es va aliar amb el grup Orejovskaia de Serguei Timofeev, conegut per la seva recurrent violència, configurant una xarxa que combinava les activitats empresarials amb les delictives per estendre la seva influència. Solntsevo també comptava amb l'ajuda del vor v zakone Djemal Kachidze. En el context de les reformes de la Perestroika, el crim organitzat maldà per controlar i/o extorsionar els nous negocis emergents, que provocà a principis dels anys noranta una cruenta guerra entre les faccions eslaves i nord-caucàsiques que operàven a Moscou. Mikhailov, que el 1989 va passar per la presó, va liderar la coordinació dels eslaus, tasca que va comptar amb l'ajuda de l'influent Viatxeslav Ivankov, que en sortir de la presó imposà una pau que atorgava al grup un paper d'arbitratge o autoritat en els complexos entramats criminals de Moscou.
Els anys d'expansió del crim organitzat rus, durant la decadència i caiguda del règim soviètic, Sólntsevskaia va ser la facció millor posicionada: seguia mantenint l'hegemonia a Moscou, mitjançant activitats de "protecció" i "arbitratge" comercial, i creixia a les regions de Tver, Samara, Tula, Nijni Nóvgorod, el Tatarstan i Perm. El 1993 els caps de l'organització es van reunir a Miamien un moment en què molts d'ells s'expatriaren: Mikhailov operà des d'Israel, i posteriorment Suïssa, Iuri Essin (Samosval) a Itàlia o Viatxeslav Ivankov als Estats Units. Així l'organitzaciçó va evolucionar a partir d'un grup jeràrquitzat (a principis dels 90) per a convertir-se en un conglomerat de diversos grups encapçalats per autoritats independents i ubicades a diferents regions i països. Aquest tipus d'estructura dinàmica ha estat un dels factors que ha explicat la magnitud de les operacions i la pervivència de Sólntsevskaia al llarg del temps, que va col·laborar amb els càrtels llatinoamericans en el tràfic de cocaïna cap a Europa i els Estats Units, i va comptar amb les xarxes de blanqueig orquestrades per Semion Moguilévitx. Mikhailov va mantenir el lideratge (Timofeev va ser assassinat el 1994), i tot i que va ser detingut a Ginebra el 1996 i empresonat preventivament, acusat de pertàner a una organització criminal i falsificació de documents, va ser absolt per manca de proves el 1998. A partir de la dècada del 2000, Sólntsevskaia ha protagonitzat menys titulars mediàtics però segueix mentenint un important nivell d'influència. Informacions de l'ambaixada americana filtrades per wikileaks, i publicades per The Guardian, assenyalaven la protecció que l'organització gaudia a Moscou per part del Servei Federal rus (FSB), en el marc de les bones relacions entre el grup criminal i l'aleshores alcalde de la ciutat Iuri Lujkov. També ha estat constatat l'interès del grup per les noves "oportunitats" obertes per la crisi de Crimea del 2014.